# Июнь 2014 года

Список событий июня 2014 года.

## События
- 1 июня
  - В Сальвадоре к присяге приведён новый президент Сальвадор Санчес Серен[1].
  - В Республике Крым и Севастополе российский рубль стал единственной официальной валютой[2].
  - Россия на месяц возглавила Совет Безопасности ООН[3].
  - Президент Абхазии Александр Анкваб подал в отставку[4].
  - В Сочи открыт кинофестиваль «Кинотавр»[5].
- 2 июня
  - Король Испании Хуан Карлос I объявил о решении отречься от престола в пользу сына принца Астурийского Фелипе, который будет править под именем Филипп VI Бурбон[6][7].
  - Массовые митинги в Испании с требованием упразднения монархии и введения республиканской формы правления[8].
  - Исполняющим обязанности премьер-министра Абхазии стал Владимир Делба[9].
  - На юге Индии появился 29-й новый штат Телангана[10].
  - Украинская авиация нанесла авиаудар по зданию Луганской областной государственной администрации[11].
- 3 июня
  - Президентские выборы в Сирии[12]. Победу одержал действующий президент Башар Асад[13].
  - В Кыргызстане официально закрылась американская военная авиабаза «Манас»[14].
  - Парламент Греции лишил неприкосновенности генерального секретаря ультраправой партии «Золотая заря» и ещё двух её депутатов по обвинению в создании преступной организации[15].
- 4 июня
  - В Брюсселе начался двухдневный саммит G7[16].
  - Ирландский писатель Джон Бэнвилл стал лауреатом премии принца Астурийского[17].
- 5 июня
  - В Италии арестовали 31 участника мафиозной группировки «Коза Ностра»[18].
- 7 июня
  - Вступил в должность президент Украины Пётр Порошенко[19].
  - Более 100 человек погибли на севере Афганистана в результате оползней. Ранены более 100 человек, десятки домов разрушены[20].
- 8 июня
  - Парламентские выборы в Южной Осетии[21].
  - Вступил в должность президент Египта Абдель Фаттах Ас-Сиси[22].
  - Досрочные парламентские выборы в Косове[23][24].
- 10 июня
  - Крупнейший после Багдада город Ирака Мосул захвачен боевиками Исламского государства Ирака и Леванта[25].
  - Выборы президента Израиля[26]. Президентом избран Реувен Ривлин[27].
- 11 июня
  - Парламент Испании поддержал решение об отречении короля Хуана Карлоса I от престола[28].
  - Председателем Генеральной Ассамблеи ООН на 69-ю сессию избран глава МИД Уганды Сэм Кутеса[29].
- 13 июня
  - Луганские сепаратисты сбили ракетой при заходе на посадку в аэропорту Луганска самолёт украинских ВВС Ил-76, на борту которого находились 49 человек[30].
- 14 июня
  - Второй тур выборов президента Афганистана[31].
- 15 июня
  - На Ачинском нефтеперерабатывающем заводе произошёл взрыв. Один человек погиб, семь госпитализированы[32][33].
  - Вступил в должность президент Словакии Андрей Киска[34].
  - Второй тур выборов президента Колумбии[35], победу одержал действующий президент Хуан Мануэль Сантос[36].
  - Завершилась гонка на выносливость 24 часа Ле-Мана, победил экипаж команды Audi Sport Team Joest в составе Марселя Фесслера, Андре Лоттерера и Бенуа Трелуйе[37].
- 16 июня
  - Город Таль-Афар на севере Ирака был захвачен суннитскими боевиками организации Исламское государство Ирака и Леванта[38].
  - «Газпром» перевёл НАК «Нафтогаз Украины» на предоплату поставок газа по причине хронических неплатежей[39].
- 17 июня
  - На газопроводе «Уренгой — Помары — Ужгород» в Лохвицком районе Полтавской области прогремел взрыв, транзит газа начали осуществлять по резервной ветке[40].
  - В состав ВМФ России принята первая многоцелевая атомная подводная лодка четвёртого поколения проекта «Ясень» — К-560 «Северодвинск»[41].
- 18 июня
  - Южная Осетия объявила о признании самопровозглашённой Луганской народной республики[42].
- 19 июня
  - В парламенте Испании прошла церемония принесения присяги новым королём Филиппом VI[43].
  - Открылся 36-й Московский международный кинофестиваль[44].
- 20 июня
  - В результате взрыва на химкомбинате «Енисей» в Красноярске (Россия) погибли два человека[45].
- 21 июня
  - В Белоруссии из тюрьмы освобождён вице-президент Международной федерации прав человека Алесь Беляцкий[46].
- 22 июня
  - По итогам сессии ЮНЕСКО было принято решение о расширении списков особо охраняемых объектов в Европе, впервые утверждены природные объекты на территории Дании — Стевнс Клинт[дат.] и Ваттовое море[47].
- 23 июня
  - Семь лет тюремного заключения получили в Каирском суде трое журналистов телеканала «Аль-Джазира» (Бахер Хораба, Мохамед Фадель Фахми и Питер Гресте) по обвинению в помощи организации «Братья-мусульмане» путём «публичной лжи»[48].
- 24 июня
  - Президент Финляндии Саули Нийнистё утвердил отставку премьер-министра Юрки Катайнена и назначил новый кабинет министров во главе с Александром Стуббом[49].
  - Эмир Катара Тамим бин Хамад Аль Тани согласился вложить 2,2 млрд евро в перестройку арены для корриды Монументаль в Барселоне в одну из самых больших мечетей мира вместимостью 40000 человек[50].
  - США ослабили 40-летний запрет на экспорт нефти: администрация Барака Обамы разрешила вывозить сырье компаниям Pioneer Natural Resources и Enterprise Products Partners[51].
- 25 июня
  - Совет Федерации удовлетворил просьбу президента России Владимира Путина об отзыве права использования Вооружённых Сил РФ на территории Украины[52].
  - Выборы в Палату представителей Ливии[53].
  - Вышел из строя последний российский геостационарный спутник системы слежения за пусками баллистических ракет системы «Око-1»[54].
- 26 июня
  - Правительство Германии объявило об ослаблении ограничений на иммиграцию в ФРГ еврейского населения Украины в связи с информацией о росте антисемитских настроений на Украине[55].
- 27 июня
  - Всемирная организация здравоохранения заявила, что западноафриканские страны должны подготовиться к возможному заносу вируса геморрагической лихорадки Эбола, уточнив, что в группу риска входят Мали, Кот-д’Ивуар, Сенегал и Гвинея-Бисау[56].
- 29 июня
  - Боевики ИГИЛ объявили об упразднении границы Ирака и Сирии, крахе системы Сайко-Пико и эпохи колониализма на Ближем Востоке, и провозгласили себя Халифатом[57].
- 30 июня
  - В Санкт-Петербурге открылась европейская биеннале «Манифеста 10»[58].
  - В Китае один из наиболее высокопоставленных военных чиновников Сюй Цайхоу был обвинен в коррупции и исключен из коммунистической партии[59].